# 梓木草
梓木草（学名：Lithospermum zollingeri）是紫草科紫草属的植物。分布于日本、朝鲜、台湾岛以及中国大陆的甘肃、贵州、浙江、陕西、江苏、四川、安徽等地，多生于低山草坡、丘陵和灌丛下，目前尚未由人工引种栽培。